# Мирко Филипович
Мирко Филипович – КроКоп (на хърватски: Mirko 'CroCop' Filipović), роден на 10 септември 1974, е хърватски кикбоксьор участвал и в свободни двубои. Успява да се превърне в единствения боец в света постигал най-висшите отличия и в двете най-престижни организации в бойните спортове К-1-кикбокс правилник и PRIDE-свободни двубои правилник. Висок е 188 см и тежи 98 кг.

## Стил
Изявява се като комплексен боец, с много добра техника. Води битките еднакво добре от голямо или средно разстояние, тяло в тяло и на пода. Постига много добър баланс и съчетание между ударните и борцовите похвати.
Може би най-характерния му удар с който е постигнал много нокаути е левият му кръгов ритник в главата (в карате—хидари джодан маваши гери) с който сваля на пода включително и Марк Хънт. Типично за стила на КроКоп са захватите отгоре в партер и ударите с колене в главата (в карате—хидза гери). Друг типичен негов тактически похват са непрестанните атаки в главата с удари с горната част на стъпалото (в карате—с хайсоку), когато противника му е на пода.
Освен с посочените типични за стила му техники, Мирко Филипович има постигнати победи и с ключ на гръбначния стълб, удар с ръка в главата, удар с ръка в трупа, удар с крак в трупа и др.

## Биография
Филипович започва спортната си кариера през 1996 г., като кикбоксьор, следвайки стъпките на сънародника си Бранко Цикатич. По това време Филипович работи в специалния отряд за борба с тероризма – „Алфа“ на Хърватия (установен в Лучко, в близост до Загреб), откъдето и идва прякорът му КроКоп (също така използва няколко пъти в началото на кариерата си и Тигъра).
Неговият най-голям успех в кикбокса е K-1 Grand Prix през 1999 г. Филипович стига до финала, където е победен от Ернесто Хуст. Главна причина за загубата му е счупено ребро в полуфинала. След като Хуст нанася десен прав удар в тялото на Филипович, той се подпира на пода и не може да продължи мача.
През 2001 г. Филипович започва участие по правилата на свободните двубои, най-вероятно недоволен от заплащането в К-1. Година по-късно изоставя своята работа в специалните части. Отбелязва много забележителни победи в К-1, като може би най-впечатляващи са тези срещу Питер Аертс през март 2001, Марк Хънт през март 2002, Реми Боняаски през юли 2002 (втори рунд с технически нокаут) и Боб Сап през април 2003 (първи рунд с нокаут). Също така побеждава и световните шампиони Греко, Бернардо и Мусаши.
През 2005 г. се среща на ринга с руснака Фьодор Емеляненко в мач, определян от всички почитатели на бойните спортове като „мач на годината“. Мачът е предшестван от победа с нокаут над по-малкия брат на Фьодор – огромният и изключително силен физически боец Александър Емеляненко. След продължителна и оспорвана борба Мирко Филипович губи по точки. Значителна част от времето и двамата състезатели прекарват в бой от разстояние и „на крак“, като Емеляненко, въпреки краткотрайната си подготовка по кикбокс, приема размяната на удари и дори на моменти печели предимство, с което принуждава хърватина да търси захват и близост. В борбата на пода Емеляненко има очевидно предимство, като почти непрекъснато е отгоре и което е особено нехарактерно за базовия му стил – самбо, не търси победа с похват от борбата, а атакува непрекъснато с удари в главата. На 3 февруари 2007 г. дебютира в шампионата UFC, където за 4:33 минути побеждава непобеждавания в ММА двубой Еди Санчес с актив преди мача 8-0-0. Плътните му високи ритници са негово основно оръжие и в интервюта винаги споменава, как противниците му трябва да се пазят от тях, със скромното: „С десния крак ги вкарвам в болница, с левия в гробищата“.
Резултатът му към 3 юли 2015 е 31-11-2-1 (Win/Loss/Draw/No Contest), 23 от победите му са с нокаут и 5 със събмишън в MMA. Статистиката му в K-1 е 23 победи (12 с нокаут) и 8 загуби.
Мирко Филипович е един от най-добрите бойци в последното десетилетие. Той има многобройни почитатели в цял свят, като особено популярен е в Япония.
Постоянното му местожителство е в Загреб, където живее с жена си и сина си.